# Sorø község
Sorø község (dánul: Sorø Kommune) Dánia 98 községének (kommune, helyi önkormányzattal rendelkező közigazgatási egység) egyike. Sorø község Ringsted, Holbæk, Kalundborg, Slagelse és Næstved községekkel határos. Lakosainak száma 29 543 fő (2016).
A 2007. január 1-jén életbe lépő közigazgatási reform során hozzá csatolták a korábbi Dianalund és Stenlille községet is.

## Települések
Települések és népességük:
- Broby Overdrev (229)
- Dianalund (3969)
- Fjenneslev (840)
- Frederiksberg (3388)
- Lynge (205)
- Munke Bjergby (329)
- Niløse (221)
- Nyrup (452)
- Ruds Vedby (1503)
- Skellebjerg (212)
- Sorø (7708)
- Stenlille (2055)
- Tersløse (229)
- Vedde (305)